# Артиллерийская бухта
Артиллери́йская бу́хта (Артбухта, укр. Артилерійська бухта) — одна из Севастопольских бухт, находится в центре Севастополя. Названа по Артиллерийской балке, затопленная часть которой и образует бухту. В разные годы эту балку называли Городским, Центральным и Одесским оврагом.
Название бухты происходит от складов для артиллерийских снарядов (позже — артиллерийских мастерских), которые находились на берегах бухты, при основании города и порта.
В середине 1820 года в Артиллерийской бухте был открыт коммерческий порт, предназначенный для внутренней торговли. Началась интенсивная застройка жилыми домами восточного берега Артиллерийской бухты (на месте современного проспекта Нахимова), где также соорудили в стиле классицизма складские и иные помещения Черноморского флота и севастопольского гарнизона.
С ноября 1871 по июль 1877 года здесь, немного южнее Артиллерийской бухты, находилась гидрометеостанция Севастополя. На берегах Артиллерийской бухты расположено здание Института морских биологических исследований имени А. О. Ковалевского Российской академии наук. В нижнем этаже Института размещается Севастопольский морской аквариум-музей, основанный в 1897 году. Это один из старейших аквариумов в мире.
В начале 1980-х годов на берегу при выходе из бухты была установлена списанная несколькими годами ранее учебная баркентина «Кропоткин», в которой был открыт ресторан «Баркентина». После начала антиалкогольной кампании ресторан был закрыт, а в 1987 году сгорел из-за неосторожного обращения с огнём неустановленных лиц. Выгоревший корпус судна был демонтирован в 1990 году.
От вершины Артиллерийской бухты начинаются набережная Корнилова и набережная Клокачёва, названные в честь выдающихся русских флотоводцев, в честь которых установлены памятные знаки. В начале набережной Клокачёва находится один из стоков городской ливневой канализации.
От Артиллерийской бухты на Северную сторону (площадь Захарова) ходит паром, позволяющий перевозить автомобильный транспорт, а в направлении Радиогорки ходят пассажирские катера.